# Emissionsnebulosa

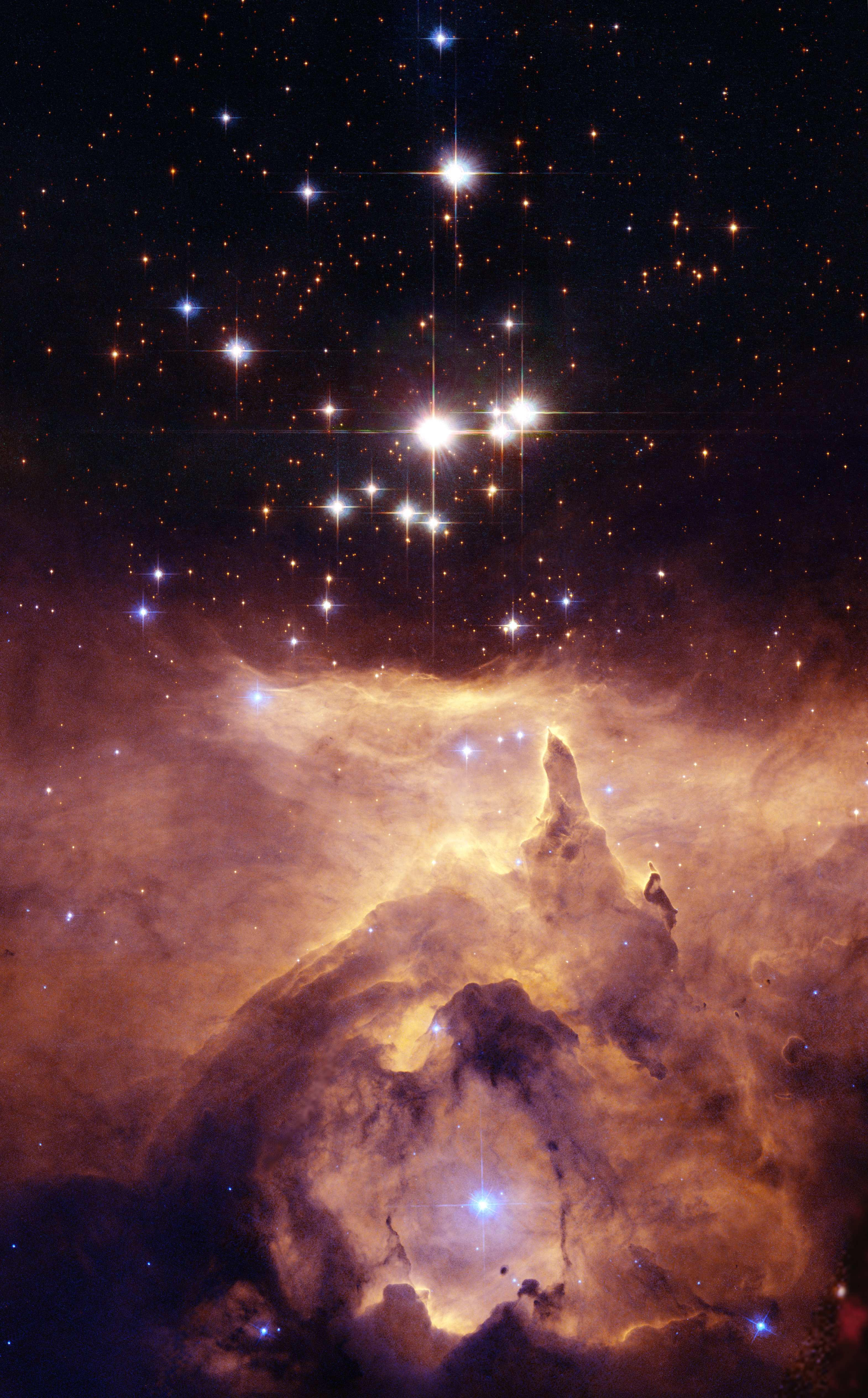
Emissionsnebulosa

Emissionsnebulosor är moln av joniserad gas som lyser med sitt eget ljus. 
Ljuset skapas när fotoner från de närliggande stjärnorna joniserar atomerna i nebulosan, och detta ger upphov till ljus i olika färger. Beroende på vilka olika kemiska sammansättningar det är i nebulosorna, och graden av jonisering, blir det olika emissionsspektra. 
Det absolut vanligaste ämnet i emissionsnebulosor är väte 90 %, men även helium, syre, kväve och olika metaller förekommer. De olika ämnena behöver olika mycket energi för att joniseras, väte joniseras lättast och ger upphov till en röd färg. Om mer energi tillförs kan fler ämnen joniseras, och färgen börjar variera mot blått och grönt. 
Genom att studera nebulosans spektrum får astronomerna reda på vilka grundämnen den är uppbyggd av. 
De mest framträdande emissionsnebulosorna på norra halvklotet är Nordamerikanebulosan (NGC 7000) och Slöjnebulosan (NGC 6960/6992) i Svanen. På sydligare breddgrader kan man se Lagunnebulosan (M8/NGC 6523) i Skytten. Även Orionnebulosan (M42) och Eta Carinae-nebulosan (NGC 3372) observeras lätt.
Det finns ofta stoft i nebulosan som blockerar ljus och skapar mörka områden. När stoftet skymmer ljuset som nebulosan sänder ut kan man se olika mönster/objekt som stoftet skapar. Det kan likna olika saker och de namnges ofta efter dessa, såsom Örnnebulosan.

## Observationer
I stjärnbilden Kusken finns ett antal, dock diffusa, emissionsnebulosor.  De kan observeras i ett lite större teleskop, men enklast är det att fotografera emissionsnebulosorna.  För att kunna fotografera nebulosorna krävs lång slutartid, för nebulositeten är ganska svag. Vid fotografering får det inte heller vara mycket fukt i luften, för vattnet i luften absorberar då det svaga röda ljuset (som kommer från det joniserade vätet) från nebulosorna.  Normalt behövs en exponeringstid på minst 2-3 timmar.